# Dudín
Dudín é uma comuna checa localizada na região de Vysočina, distrito de Jihlava.